# Copa América GAF7
Copa América GAF7 se koná se od roku 2019 a pořádá ho Global Association Football 7 - (GAF7). První ročník se odehrál v roce 2019 v Limě v Peru. Na posledním šampionátu v Kolumbii v září 2024 zvítězili reprezentanti Brazílie.

## Turnaje
| Rok  | Hostitel             | Finále    | Finále             | Finále             | Zápas o         | Zápas o    | Zápas o      |
| Rok  | Hostitel             | Vítěz     | Skóre              | Poražený finalista | Třetí místo     | Skóre      | Čtvrté místo |
| ---- | -------------------- | --------- | ------------------ | ------------------ | --------------- | ---------- | ------------ |
| 2020 | Peru (Lima)          | Venezuela | 1 – 1 (2 – 0) pen. | Brazílie           | Chile           | 6 – 3      | Peru         |
| 2024 | Kolumbie (Cartagena) | Brazílie  | 10 – 1             | Ekvádor            | Mexiko Kolumbie | nehrálo se |              |

## Medailový stav podle zemí do roku 2024 (včetně)
| Pořadí | Země      | Zlato | Stříbro | Bronz | Celkem |
| 1.     | Brazílie  | 1     | 1       | 0     | 2      |
| 2.     | Venezuela | 1     | 0       | 0     | 1      |
| 3.     | Ekvádor   | 0     | 1       | 0     | 1      |
| 4.     | Chile     | 0     | 0       | 1     | 1      |
| 4.     | Kolumbie  | 0     | 0       | 1     | 1      |
| 4.     | Mexiko    | 0     | 0       | 1     | 1      |